# Кунья, Отон Алберто да
Отон Алберто да Кунья (порт.-браз. Othon Alberto da Cunha; 19 сентября 1939, Маже — 13 апреля 2018, Барранкилья), в некоторых источниках Виктор Алберто Дакунья (порт.-браз. Othon Alberto Dacunha) — бразильский футболист, правый нападающий.

## Карьера
Отон родился в семье Гильермино Альберто Дакуньи и Аринды Ногейры. Семья была многодетной: у Отона было девять братьев и сестёр — Ренато, Мария, Жосе, Илтон, Мария Да Глория, Итамар, Марио Лусио, Жуан, Жорже и Мария Селия. Он начал карьеру в клубе «Фламенго», где дебютировал 1 июня 1958 года в матче с «Сан-Кристованом» (1:0). 2 июня 1959 года Отон забил первый мяч за клуб, поразив ворота «Пайсанду» (6:3). В том же году он выиграл турнир Начала чемпионата Рио-де-Жанейро. И тогда же Отон сыграл единственную игру за олимпийскую сборную Бразилия, в которой его команда проиграла со счётом 0:2. Всего за «Фламенго» футболист провёл 81 матч и забил 5 голов. Последний матч за клуб Отон сыграл 8 февраля 1962 года с «Монтерреем» (2:2). Оттуда форвард ушёл в «Оларию».
В 1966 году Отон перешёл в колумбийский клуб «Атлетико Хуниор». Его пригласил в клуб ассистент главного тренера команды Мариньо Родригес. Также из Бразилии приехали Дида и Куарентинья. Он играл за клуб до 1974 года, завершив карьеру из-за травмы правого колена. За «Атлетико» Отон провёл 329 матчей и забил 40 голов, по другим данным 328 матчей, по третьим данным 324 матча.
Любовь к «Барранкилье» была взаимной. Весь прибывший легион Кариоки чувствовал себя так, как будто мы находились в Бразилии. Было очень много любви. Мы чувствовали это и от трибун, и когда выходили на улицу. Это просто заставило меня влюбиться в город. «Барранкилья» подарила мне троих прекрасных детей. Из-за всех этих факторов я решил остаться здесь после ухода из футбола.
После завершения игровой карьеры, Отон остался в клубе, тренирую команды различных возрастов. В частности, выиграл Национальный резервный турнир в 1982 году и Международный кубок Надежды в 1993. В конце жизни Отон страдал от болезни Альцгеймера. Он умер от осложнений, связанных с этой болезнью, в 2018 году в больнице Хенераль дель Норте.

## Международная статистика
| Матчи Отона за олимпийскую сборную Бразилии | Матчи Отона за олимпийскую сборную Бразилии | Матчи Отона за олимпийскую сборную Бразилии | Матчи Отона за олимпийскую сборную Бразилии | Матчи Отона за олимпийскую сборную Бразилии | Матчи Отона за олимпийскую сборную Бразилии | Матчи Отона за олимпийскую сборную Бразилии |
| ------------------------------------------- | ------------------------------------------- | ------------------------------------------- | ------------------------------------------- | ------------------------------------------- | ------------------------------------------- | ------------------------------------------- |
| №                                           | Дата                                        | Место проведения                            | Оппонент                                    | Счёт                                        | Голы                                        | Турнир                                      |
| 1                                           | 20 декабря 1959                             | Богота                                      | Колумбия                                    | 0:2                                         | —                                           | Квалификация Олимпиады 1960                 |

## Достижения
- Победитель турнира Начала чемпионата Рио-де-Жанейро: 1959
- Победитель турнира Рио — Сан-Паулу: 1961

## Личная жизнь
Отон был дважды женат. С первой женой у него было трое детей — Клаудия, Жуан Карлос и Отона Дакунья Качман. Со второй женой, Эдит Суарес Балисой, он прожил 30 лет. Отон помогал ей в воспитании собственных троих детей, Эдуардо, Хуана и Ласидеса Редондо, оставшихся от брака с первым супругом, погибшим в автокатастрофе.